# 姫路市立大津茂小学校
姫路市立大津茂小学校（ひめじしりつ おおつもしょうがっこう）は、兵庫県姫路市網干区田井に所在する公立小学校。

## 沿革
1959年頃より、富士製鐵（のち新日本製鐵→新日鉄住金→現・日本製鉄）の社員住宅建設が大津区・勝原区で次々と進んだことにより大津小・勝原小の児童数が急増した。このことから、姫路市教育委員会は両校の適正規模化を図ることとし、（仮称）西部小学校の新設に踏み切った。
- 1969年（昭和44年）5月 - 現在地に用地取得。
- 1971年（昭和46年）2月19日 - 姫路市教育委員会が（仮称）西部小学校の校区設定と関連小学校の校区変更を校区審議会に諮問。
- 1971年（昭和46年）12月1日 - 校区審議会が答申。現校区（大津、勝原、旭陽の3校からそれぞれ校区を分離）とする。
- 1974年（昭和49年）4月1日 - 開校。校名は選考委員会で選定されたのちに吉田豊信市長の決裁により大津茂小学校とした。同時に同敷地内に大津茂幼稚園（現存しない）も開園した。

## 通学区域
1. 網干区田井、勝原区宮田（姫路市立勝原小学校校区を除く）、勝原区勝原町（市道勝原50号線以西の区域）
2. 勝原区勝原町（1.の区域を除く）、大津区大津町一丁目（姫路市立大津小学校校区を除く）、大津区大津町二丁目、大津区大津町三丁目、大津区大津町四丁目、大津区西土井（井ノ元、石ケ岬及び餅田）

1.の区域は姫路市立朝日中学校、2.の区域は姫路市立大津中学校の校区となる。

## 通学区域が隣接している学校
- 姫路市立大津小学校
- 姫路市立勝原小学校
- 姫路市立旭陽小学校